# 布隆迪 (狗)
布隆迪（德語：Blondi，1941年－1945年4月29日）是阿道夫·希特勒饲养的一只雌性德國牧羊犬。希特勒的个人秘书马丁·鲍曼於1941年把布隆迪送给希特勒。之后这只狗一直陪伴在希特勒身边。直至1945年4月，希特勒在自杀前夕，为检验毒药的效力而在布隆迪身上实验，牠也因此中毒身亡。

## 经历

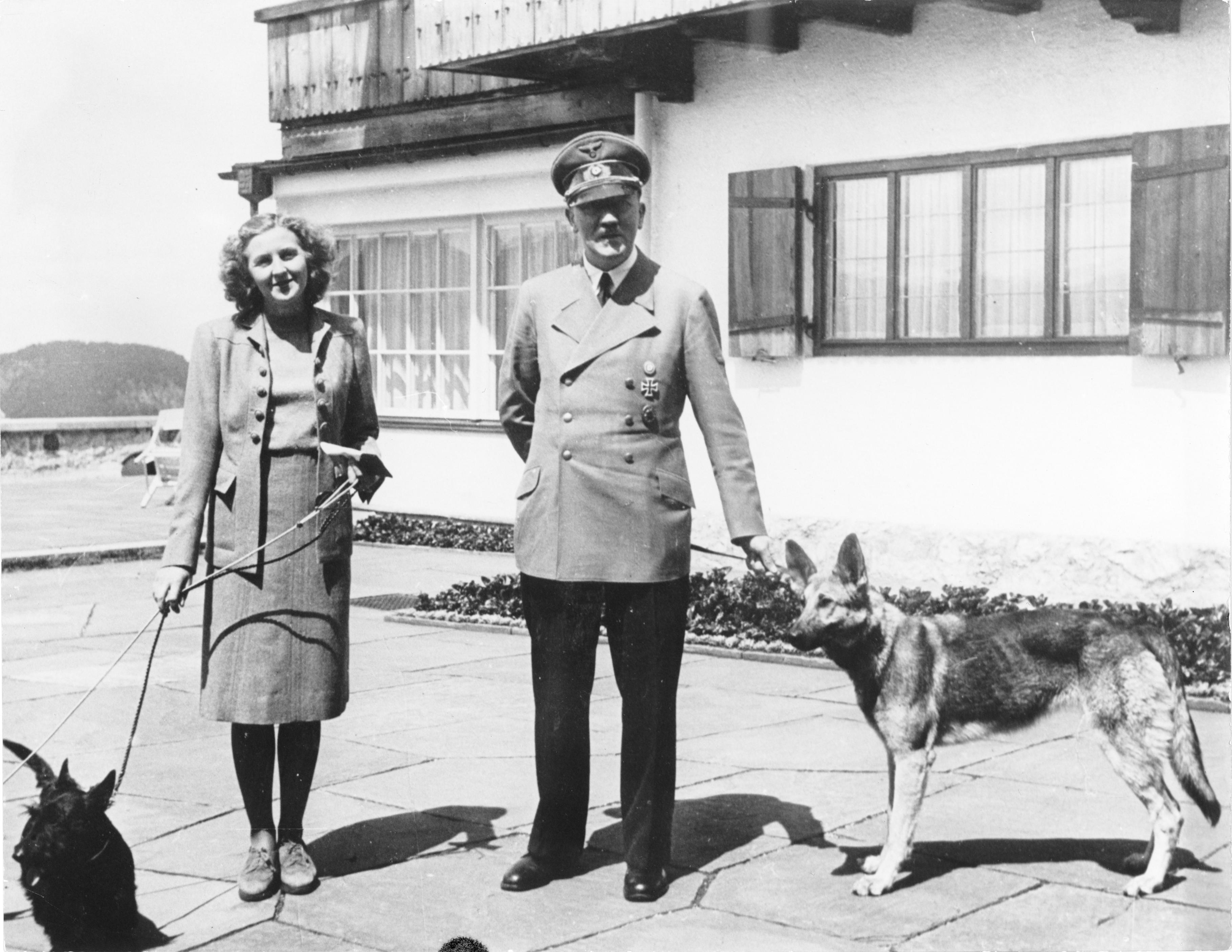
爱娃·勃劳恩（图左女子）、阿道夫·希特勒（图中男子）和希特勒手中牵着的布隆迪，爱娃·勃劳恩手中牵着的是贝拉

布隆迪是希特勒的个人秘书马丁·鲍曼1941年送给他的礼物。此后一直留在希特勒身边。1945年1月16日，希特勒转移至帝国总理府花园地下的元首地堡时，也把布隆迪带在身边。1945年3月或4月初，布隆迪与戈尔第·特罗斯特（Gerdy Troost）的德国牧羊犬哈拉斯（Harras）生下一窝五只幼崽，其中一只被希特勒起名为“伍尔夫”（Wulf，原意为“狼”）。这是希特勒本人最喜欢的昵称，也是他自己名字“阿道夫”（Adolf，原意为“高贵的狼”）的本意。希特勒还开始训练伍尔夫。五只幼崽中的一只被留给了爱娃·勃劳恩的妹妹格利特·勃劳恩（Gretl Braun），爱娃甚至给格利特寄了布隆迪和其中三只小狗的照片，并在照片中用箭头标注上送给格利特的那一只。
据称希特勒本人十分喜欢布隆迪，总是把牠留在自己身边，让牠在自己地堡的卧室中睡觉。希特勒的情人爱娃·勃劳恩却并不喜欢布隆迪，她更喜欢自己的两只苏格兰㹴（Scottish Terrier）尼格斯（Negus）和斯塔西（Stasi，又名卡图沙卡，Katuschka）。据希特勒的私人秘书特劳德尔·荣格的回忆，爱娃很讨厌布隆迪，甚至曾在餐桌下用脚踢牠。
1942年5月，希特勒买到另一只年轻的雌性德国牧羊犬来陪伴布隆迪，并给牠取名叫作“贝拉”（Bella）。早在第一次世界大战期间，希特勒钟爱的猎狐㹴“福克斯勒”（Fuchsl）失踪，因此非常失落。1921年，希特勒贫困潦倒时曾得到过一只德国牧羊犬“王子”（Prinz），但不得不送到别处寄养。然而这只狗却设法逃脱，回到希特勒身边。他崇敬这只狗的忠诚和服从，从此产生了对德国牧羊犬的偏爱之心。希特勒还曾经养过一只德国牧羊犬“穆克尔”（Muckl）。
布隆迪在纳粹德国的政治宣传中扮演重要角色。希特勒是热爱动物的，并大力宣传自己和布隆迪之间的亲密关系。像布隆迪一样的狗也因为和狼相似，被认为是“日耳曼犬的起源”，在第三帝国流行开来。

## 死亡
1945年4月29日，希特勒得知自己盟友贝尼托·墨索里尼被意大利游击队处决，尸体被倒吊在广场上。他还得知苏联红军已经逐步逼近，因此下定决心终结自己的生命，以防止自己和妻子爱娃被抓，遭到和墨索里尼相同的命运。当天下午，他担心海因里希·希姆莱的党卫队给他的氰化物胶囊是否有效。为了确认胶囊的毒性，希特勒命令医生维尔纳·哈泽（Werner Haase）喂布隆迪服下一粒。哈泽医生把胶囊放在布隆迪口中用钳子捏碎，牠很快中毒身亡。希特勒本人则为此痛苦欲绝。根据斯大林授权撰写的报告以及目击证人的证词，在希特勒和爱娃自杀后的4月30日，希特勒的训狗师弗里茨·托诺（Fritz Tornow）把布隆迪的幼崽从戈培尔的子女手中带走，带到地堡的花园中射杀。他还杀死了爱娃的两只狗，戈爾達·克里斯坦的狗和自己的腊肠犬。之后托诺被盟军俘获。
希特勒的护士埃尔娜·弗雷格（Erna Flegel）在2005年时曾说，当时在元首地堡中，布隆迪的死比爱娃的死对众人的影响更大。柏林市戰役结束之后，苏联反间谍特别行动机构施密尔舒在一个炮弹坑中发现了希特勒和爱娃以及两只狗（据信是布隆迪和幼崽伍尔夫）的遗骸。苏联方面将据信是布隆迪的遗骸挖出，并拍下了照片。